# Referéndum constitucional de Senegal de 1958
Un referéndum constitucional para aprobar una nueva constitución en Francia tuvo lugar en Senegal francés el 28 de septiembre de 1958 como parte de un referéndum más amplio realizado en la Unión Francesa. La nueva constitución vería al país volverse para de la nueva Comunidad Francesa de ser aprobada, o resultaría en la independencia si era rechazada. La constitución fue aprobada por el 97,55% de los electores.

## Resultados
| Opción                              | Votos     | %     |
| ----------------------------------- | --------- | ----- |
| A favor                             | 870 362   | 97,55 |
| En contra                           | 21 901    | 2,45  |
| Votos en blanco/nulos               | 1 106     | –     |
| Total                               | 893 369   | 100   |
| Electores registrados/participación | 1 106 828 | 80,71 |
| Fuente: Direct Democracy            |           |       |